# Prienai (gemeente)
Prienai is een van de 60 Litouwse gemeenten, in het district Kaunas.
De hoofdplaats is de gelijknamige stad Prienai. De gemeente telt 35.800 inwoners op een oppervlakte van 1031 km².

## Plaatsen in de gemeente
Plaatsen met inwonertal (2001):
- Prienai – 11353
- Jieznas – 1476
- Balbieriškis – 1180
- Veiveriai – 1100
- Stakliškės – 940
- Išlaužas – 840
- Skriaudžiai – 727
- Pakuonis – 680
- Geruliai – 561
- Mauručiai – 394